# Pseudocaeciliidae
Famille
Les Pseudocaeciliidae sont une famille d'insectes de l'ordre des psocoptères du sous-ordre des psocomorphes. Leur nom provient de leur ressemblance superficielle avec les Caeciliusidae (areola postica libre et parabolique). En réalité, cette famille est très proche des Philotarsidae et des Calopsocidae.

## Liste des sous-familles et genres
Selon  Species File (27 mars 2020) :
- sous-famille Callistopterinae Smithers, 1972
  - genre Callistoptera Enderlein, 1903
- sous-famille Calopsocinae Pearman, 1936
  - genre Calopsocus Hagen, 1866
  - genre Calosema Thornton & Smithers, 1984
  - genre Cyclopsocus Thornton & Smithers, 1984
  - genre Dendropsocus Thornton & Smithers, 1984
  - genre Nemupsocus New, 1978
  - genre Neurosema McLachlan, 1866
  - genre Torrepsocus Thornton & Smithers, 1984
- sous-famille Electropsocinae Roesler, 1944 †
  - genre Electropsocus Roesler, 1940 †
- sous-famille Pseudocaeciliinae Pearman, 1936
  - genre Allocaecilius Lee & Thornton, 1967
  - genre Allopsocus Banks, 1920
  - genre Chorocaecilius Li, 2000
  - genre Cladioneura Enderlein, 1906
  - genre Diplocaecilius Badonnel, 1976
  - genre Heterocaecilius Lee & Thornton, 1967
  - genre Levucaecilius Smithers, 1995
  - genre Lobocaecilius Lee & Thornton, 1967
  - genre Mepleres Enderlein, 1926
  - genre Mesocaecilius Okamoto, 1910
  - genre Neocaecilius Li, 2000
  - genre Ophiodopelma Enderlein, 1908
  - genre Phallocaecilius Lee & Thornton, 1967
  - genre Pseudocaecilius Enderlein, 1903
  - genre Scottiella Enderlein, 1931
  - genre Scytopsocopsis Lee & Thornton, 1967
  - genre Scytopsocus Roesler, 1940
  - genre Trichocaecilius Badonnel, 1967
  - genre Trimerocaecilius Meinander, 1978
- sous-famille Zelandopsocinae Thornton, 1981
  - genre Austropsocus Smithers, 1962
  - genre Bryopsocus Thornton, Wong & Smithers, 1977
  - genre Howeanum Smithers, 1995
  - genre Mauropsocus Smithers, 2007
  - genre Novopsocus Thornton, 1984
  - genre Zelandopsocus Tillyard, 1923
- genre Fashengocaecilius Lienhard, 2003
- genre Kerocaecilius Li, 2002
- genre Phyllocaecilius Li, 2002
- genre Platyocaecilius Li, 2002
- genre Thelocaecilius Li, 2002